# Epidendrum lindae
Epidendrum lindae är en orkidéart som beskrevs av Eric Hágsater och Dodson. Epidendrum lindae ingår i släktet Epidendrum och familjen orkidéer. Inga underarter finns listade i Catalogue of Life.